# Mistaken Identity
Mistaken Identity este al doilea album de studio al cântăreței Delta Goodrem. Albumul include cinci single-uri, dintre care două au atins poziția cu numărul 1 în Australia. Albumul a debutat pe locul 1 în Australia, însă nu a avut succesul predecesorului său. Materialul include și primul duet al artistei, „Almost Here” (împreună cu Brian McFadden).

## Lista Melodiilor
Ediția pentru Australia
1. „Out of the Blue” (Guy Chambers, Goodrem) — 4:25
2. „The Analyst” (Chambers, Goodrem, Cathy Dennis) — 3:36
3. „Mistaken Identity” (Billymann, Goodrem) — 4:01
4. „Extraordinary Day” (Goodrem, Vince Pizzinga) — 4:16
5. „A Little Too Late” (Gary Barlow, Goodrem, Elliot Kennedy) — 3:30
6. „Be Strong” (Bridget Benenate, Matthew Gerrard, Goodrem) — 4:03
7. „Electric Storm” (Chambers, Goodrem, Dennis) — 4:12
8. „Almost Here” duet cu Brian McFadden (Paul Barry, Brian McFadden, Mark Taylor) — 3:48
9. „Miscommunication” (Chambers, Goodrem) — 3:37
10. „Sanctuary” (Chambers, Goodrem, Dennis) — 3:50
11. „Last Night on Earth” (Billymann, Goodrem, Chris Rojas) — 4:10
12. „Fragile” (Goodrem, Adrian Hannan, Barbara Hannan) — 3:39
13. „Disorientated” (Goodrem, Pizzinga) — 4:16
14. „You Are My Rock” (Chambers, Goodrem) — 3:20
  - „Nobody Listened” (cântec ascuns) (Goodrem, Pizzinga) — 4:18

Regaul Unit și Australian Ediție De Lux pe DVD
1. "Out of the Blue” (videoclip) — 4:01
2. "Out of the Blue” (în spatele scenei) — 4:41
3. Europe 2004 (în spatele scenei) — 4:41
4. Realizarea lui Mistaken Identity — 3:38
5. Melodie cu Melodie — 5:23

Varianta Internațională
1. „Out of the Blue” — 4:25
2. „The Analyst” — 3:36
3. „Mistaken Identity” — 4:01
4. „Sanctuary” — 3:50
5. „A Little Too Late” — 3:30
6. „Be Strong” — 4:03
7. „Last Night on Earth” — 4:10
8. „Almost Here” duet cu Brian McFadden — 3:48
9. „Miscommunication” — 3:37
10. „Electric Storm” — 4:12
11. „Extraordinary Day” — 4:16
12. „Fragile” — 4:09 (20 de secunde pauză spre a despătții melodiile de piesele bonus)
13. „Disorientated” — 4:16 (piesă bonus)
14. „You Are My Rock” — 3:20 (piesă bonus)

## Clasamente și Vânzări
| Clasament                    | Poziția Maximă |
| ---------------------------- | -------------- |
| Australian ARIA Albums Chart | 1              |
| Austrian Albums Chart        | 62             |
| Germany Albums Chart         | 59             |
| Ireland Albums Chart         | 51             |
| New Zealand Albums Chart     | 7              |
| Switzerland Albums Chart     | 50             |
| UK Albums Chart              | 25             |
| United World Chart           | 25             |

| Țara          | Certificat      | Vânzări  |
| ------------- | --------------- | -------- |
| Australia     | 5× Platină      | 350,000+ |
| Noua Zeelandă | Disc de Platină | 15,000+  |
| Regatul Unit  | Disc de Aur     | 100,000+ |